# 福岡大学病院
福岡大学病院（ふくおかだいがくびょういん）は、福岡県福岡市城南区にある大学病院である。

## 沿革
- 1973年 - 福岡大学医学部開設に伴い、九州電力病院を移管する形で福岡大学病院開設。
- 1974年 - 腎センター開設
- 1978年 - 健康管理部を廃止し、健康管理科を新設
- 1986年 - 福岡市立南片江小学校「なのはな学級」開講
- 1994年 - 特定機能病院の承認[1]
- 1998年 - 福岡市立梅林中学校「菜の花学級」開校
- 2011年 - 新診療棟開設
- 2024年 - 旧本館から新本館への病棟移設、それに伴い新館は中央棟へ名称が変更

## 指定医療
- 保険医療機関
- 労災保険指定医療機関
- 指定自立支援医療機関（更生医療・育成医療・精神通院医療）
- 身体障害者福祉法指定医の配置されている医療機関
- 精神保健及び精神障害者福祉法に基づく指定病院又は応急入院指定病院
- 精神保健指定医の配置されている医療機関
- 生活保護法指定医療機関
- 医療保護施設
- 結核指定医療機関
- 指定養育医療機関
- 戦傷病者特別援護法指定医療機関
- 原子爆弾被害者医療指定医療機関
- 原子爆弾被害者一般疾病医療取扱医療機関
- 公害医療機関
- 母体保護法指定医の配置されている医療機関
- 特定機能病院
- 災害拠点病院
- 救命救急センター
- 臨床研修指定病院
- 臨床修練指定病院
- 地域がん診療連携拠点病院
- エイズ治療拠点病院
- 特定疾患治療研究事業指定医療機関
- DPC対象病院
- 小児慢性特定疾患治療研究事業指定医療機関
- 総合周産期母子医療センター
- 脳死肺移植実施施設

## 診療科
- 内科系
  - 腫瘍・血液・感染症内科
  - 内分泌・糖尿病内科
  - 循環器内科
  - 消化器内科
  - 呼吸器内科
  - 腎臓・膠原病内科
  - 神経内科・健康管理科
- 総合診療部
- 東洋医学診療部
- 精神科
  - 精神神経科
- 小児科
- 外科
  - 消化器外科
  - 呼吸器・乳腺内分泌・小児外科
- 整形外科
- 形成外科・美容外科
- 脳神経外科
- 心臓血管外科
- 皮膚科・美容皮膚科
  - 皮膚科
  - 美容皮膚科
- 泌尿器科
- 産婦人科
- 眼科
- 耳鼻咽喉科
- 放射線科
- 麻酔科
- 歯科口腔外科
- リハビリテーション科
  - リハビリテーション部

## 交通アクセス
- 福岡市地下鉄七隈線・福大前駅すぐ
- 西鉄バスの運行拠点のひとつであり、西油山ハイツ・片江営業所・天神・博多駅・西鉄大橋駅・県庁方面などのバスが発着する。各地から「福大病院」経由のバスに乗車、「福大病院」で下車。